# هکلر و کخ پی۷
هکلر و کخ پی۷ (انگلیسی: Heckler & Koch P7) یک پیستول نیمه‌خودکار کالیبر ۱۹×۹ میلی‌متر پارابلوم آلمانی است که توسط هلموت ولدل (انگلیسی: Helmut Weldle) طراحی و از سال ۱۹۷۹ تا ۲۰۰۸ توسط هکلر و کخ تولید شده است.